# Monreal (Filippine)
Monreal è una municipalità di quinta classe delle Filippine, situata nella Provincia di Masbate, nella Regione di Bicol.
La municipalità è una delle 4 che compongono l'isola di Ticao.
Monreal è formata da 11 baranggay:
- Cantorna
- Famosa
- Macarthur
- Maglambong
- Morocborocan
- Poblacion
- Guinhadap
- Real
- Rizal
- Santo Niño
- Togoron